# Michael Cooper (photographe)
Pour les articles homonymes, voir Michael Cooper.

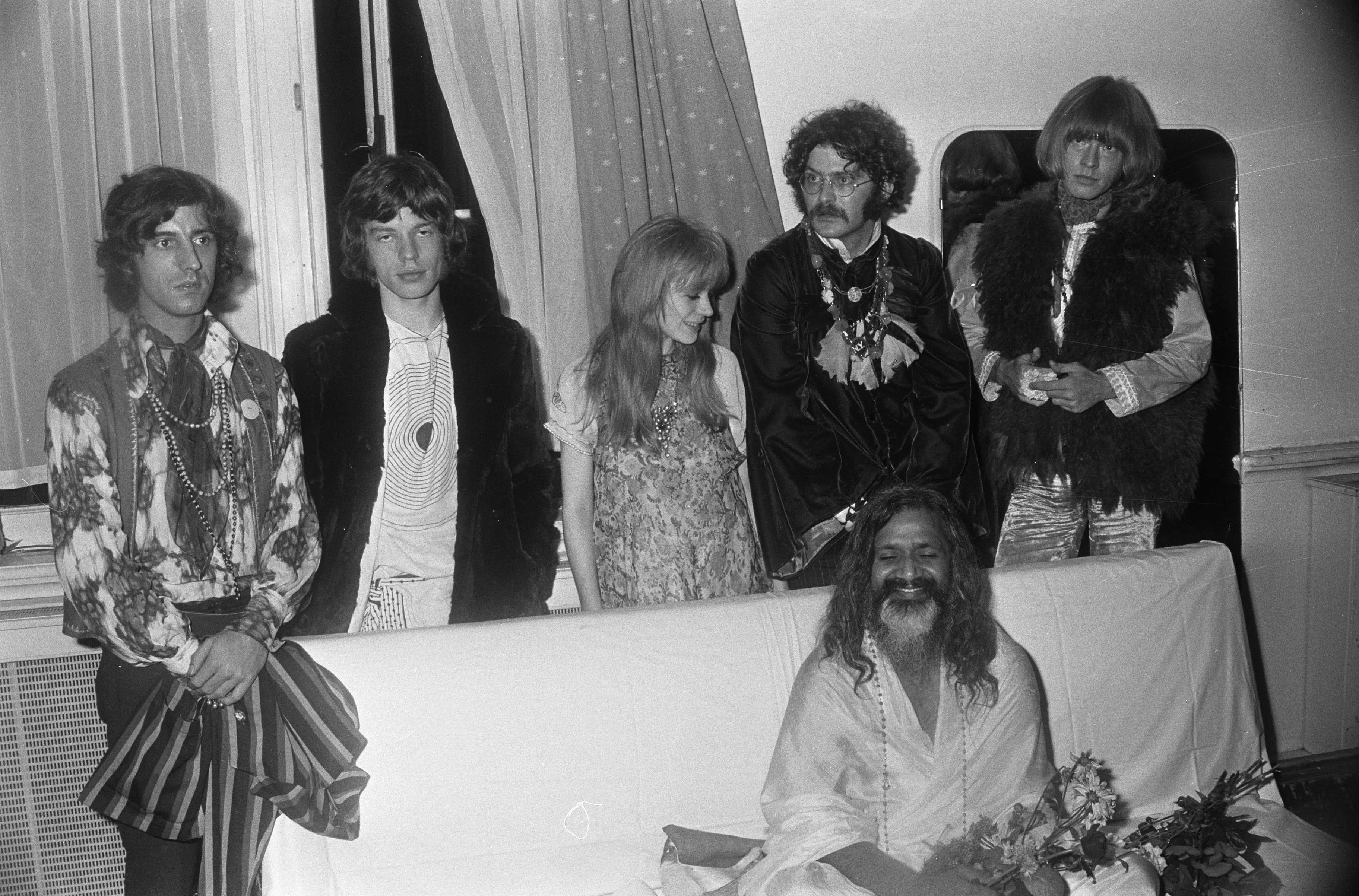
Cooper, avec Mick Jagger, Marianne Faithfull, Shepard Sherbell, Brian Jones et Maharishi Mahesh Yogi (1967).

Michael Cooper (16 mai 1941-1973) est un photographe anglais connu pour ses photographies de musiciens de rock majeurs des années 1960 et au début des années 1970, notamment les nombreuses photos qu'il a prises des Rolling Stones dans le milieu des années 1960.

## Carrière
Son œuvre la plus connue est la photo de pochette pour l'album de 1967 Sgt pepper's Lonely Hearts Club Band" des Beatles. Cooper a également créé la pochette lenticulaire pour l'album des Rolling Stones de 1967 Their Satanic Majesties Request.
En 1964, Cooper rencontre à Londres le marchand d'art Robert Fraser, qui le présente à des personnalités majeures de la musique, de l'art et de la littérature, dont les Beatles, les Rolling Stones (le groupe de rock avec lequel il a le plus étroitement travaillé), Marianne Faithfull, Eric Clapton, les artistes Cecil Beaton, Andy Warhol, Jann Haworth, Peter Blake et David Hockney et les écrivains William S. Burroughs, Jean Genet, Terry Southern et Allen Ginsberg.
Michael Cooper se suicide en 1973 à l'âge de 31 ans.

## Livres
- Stores & Volets: Michael Cooper, Éditeur: Brian Roylance, Genesis/Hedley, 1990,  (ISBN 0-904351-37-8).
- Le Début de Pierres, à l'Origine et compilé: Perry Richardson, Secker & Warburg, 1993,  (ISBN 0-436-20137-2).
- Michael Cooper: Le Londres Des Années Soixante, Éditeur: Robin Muir, Schirmer/Mosel, 1999,  (ISBN 978-3888149580).